# Lucha Underground
Lucha Underground — американский рестлинг-промоушн и одноимённый телесериал, выходящий на ориентированном на латиноамериканскую аудиторию канале El Rey Network. Дебют сериала состоялся 29 октября 2014 года, на 2018 год вышло 4 сезона телешоу, состоящих из 127 эпизодов длительностью по 60 минут каждый. Помимо El Rey Network, выпуски Lucha Underground также доступны в iTunes и Netflix. Состав федерации включает рестлеров Asistencia Asesoría y Administración (AAA, крупного мексиканского промоушена и совладельца компании) и независимой сцены США.
Сериал включает многие традиционные для телепередач о рестлинге элементы: показ матчей (зачастую по весьма необычным правилам) с синхронным комментарием, драматизированные отношения бойцов и основанные на них сюжеты, подчёркивание значительной роли руководства федерации и т. д. Однако формат Lucha Underground имеет ряд существенных отличий от других шоу на схожую тему: еженедельно выходящие выпуски объединены в сезоны различной длительности (в то время как шоу в других промоушенах проводятся непрерывно круглый год), большое внимание уделяется постпроизводству видеоряда; в отличие от «реалистичного» стиля WWE, которому подражают многие другие компании, Lucha Underground во многом основано на фэнтези и содержит множество отсылок к латиноамериканской культуре. Все эти особенности позволили Чаво Герреро младшему заявить, что шоу создало свой собственный, ни на что не похожий стиль рестлинга.

## История
В январе 2014 года вице-президент канала El Rey Скотт Сасса сообщил, что владелец канала, американский режиссёр Роберт Родригес, планирует во второй половине года выпустить еженедельное часовое шоу, посвящённое луча либре. Для создания шоу были привлечены к сотрудничеству продюсер Марк Бёрнетт и одна из ведущих мексиканских федераций рестлинга Asistencia Asesoría y Administración (AAA). В июле появились сведения о том, что передача получит название Lucha: Uprising и впервые выйдет на экраны 8 октября. Уже в августе стало известно, что шоу переименовано в Lucha Underground; тогда же были названы пять первых бойцов (Синий Демон, Феникс, Драго, Пентагон-младший и Sexy Star). Начало съёмок шоу было запланировано на 6 сентября 2014 года в районе Лос-Анджелеса Бойл-Хайтс, выпуск первого эпизода — на 8 октября. Пресс-релиз, заявивший о новом необычном подходе к шоу, остался непонятен читателям: к примеру, обозреватель сайта wrestlezone.com задался вопросом, будет ли новая передача программой о рестлинге или реалити-шоу.
Первая серия Lucha Underground вышла на экраны 29 октября в 8 часов вечера на канале El Rey Network; 1 ноября на канале UniMás состоялся показ и испаноязычной версии шоу. В эпизоде была коротко рассказана предыстория сюжета шоу и представлены ряд персонажей: сюжетный владелец компании Дарио Куэто, бойцы Синий Демон, Чаво Герреро, Сын Опустошения, Sexy Star, Джонни Мундо, Принц Пума, Большой Рик, Кортес Кастро и Мистер Сиско, а также менеджер Пумы Коннан); также был упомянут Мил Муэртес и появлялись, хотя и не были названы по именам, Драгон Астека и Драгон Астека Младший. Зрители обратили внимание на то, что сцены вне ринга скорее напоминали короткие отрывки из фильмов, чем сегменты телепередач о рестлинге, отметили качество матчей и то, что, несмотря на небольшую аудиторию, шоу не казалось любительским.
7 января 2015 года, в девятом эпизоде сериала, по результатам матча по правилам «Войны Ацтеков» (Aztec Warfare) был определён первый чемпион Lucha Underground, которым стал Принц Пума; 22 апреля, в 24 эпизоде, Анхэлико, Ивелисс и Сын Опустошения стали первыми в истории федерации чемпионами среди трио (команд из трёх рестлеров). 25 марта стало известно о планах выпустить в августе особый эпизод Lucha Underground длительностью два или даже три часа под названием Ultima Lucha (Последний бой), который стал бы «аналогом Рестлмании». В итоге Ultima Lucha заняло два последних эпизода сезона (под номерами 38 и 39): обычный часовой 29 июля и двухчасовой 5 августа. В этих выпусках были завершены большинство сюжетных линий сезона, а также представлен новый чемпионский титул — «Дар богов», который можно обменять на матч за основной титул федерации. Этот принцип напоминает «Деньги в банке», однако, в отличие от WWE, боец Lucha Underground обязан предупредить Дарио Куэто о своём намерении заранее. Первым чемпионом «Дара богов» стал Феникс. Также в ходе сезона некоторые лучадоры федерации (Анхэлико, Джонни Мундо, Альберто Эль Патрон, Брайан Кэйдж и Эл Месиас, выступающий в Lucha Underground как Мил Муэртес) приняли участие в Кубке мира по Луча Либре 2015 (часть из них выступала в смешанных командах, часть — за основного работодателя, Asistencia Asesoría y Administración). В аналогичном турнире 2016 года федерацию представляли Кэйдж, Мундо и Чаво Герреро.
21 сентября в аккаунте El Rey в Twitter появилось сообщение о том, что в 2016 году будет показан второй сезон Lucha Underground; съёмки шоу были начаты 14 ноября, а 27 января 2016 года состоялась премьера второго сезона, незадолго до которой исполнительный сопродюсер шоу Крис ДеДжозеф заявил, что WWE пытались подписать контракты «практически со всем их составом». Перед началом съёмок финального эпизода второго сезона стало известно, что El Rey дал разрешение на создание третьего сезона, что 1 февраля было подтверждено официально. 29 февраля все выпуски телесериала стали доступны в сервисе iTunes, что позволило расширить аудиторию шоу, ранее ограниченную только зрителями El Rey Network. 19 марта стартовали съёмки третьего сезона; в том же месяце в Остине состоялось первое в истории выездное шоу Lucha Underground (ранее все выпуски снимались в одном и том же помещении в Бойл-Хайтс, которое известно как «Храм»). Показ второго сезона завершился 26 эпизодом 21 июля 2016 года, а уже 28 июля была объявлена дата премьеры третьего сезона из 40 серий — 7 сентября. 11 января 2017 года, в 19 серии, состоялся промежуточный финал сезона, после чего был объявлен перерыв до лета 2017 года; 3 февраля была названа и точная дата продолжения сериала — 31 мая. С 15 февраля выпуски Lucha Underground стали доступны через сервис Netflix.

## Состав участников
Так как Lucha Underground связано с Asistencia Asesoría y Administración, большинство бойцов, участвующих в сериале, — лучадоры AAA; некоторые рестлеры также работают в независимых федерациях США. Часть рестлеров используют тот же , что и вне LU (к примеру, Чаво Герреро), другие выступают в ролях персонажей, специально созданных для сериала (таких, как Принц Пума или Мил Муэртес).
| Имя персонажа                    | Имя персонажа в оригинале   | Реальное имя             | Примечание                                |
| -------------------------------- | --------------------------- | ------------------------ | ----------------------------------------- |
| Аэростар                         | Aerostar                    | Не разглашается          |                                           |
| Анхэлико                         | Angélico                    | Адам Бридл               |                                           |
| Архэнис                          | Argenis                     | Не разглашается          |                                           |
| Кэйдж                            | Cage                        | Брайан Баттон            |                                           |
| Кортес Кастро                    | Cortez Castro               | Рик Диас                 |                                           |
| Данте Фокс                       | Dante                       | Томас Бэллестер          |                                           |
| Драго                            | Drago                       | Виктор Флорес            |                                           |
| Драгон Астека младший            | El Dragon Azteca Jr.        | Не разглашается          |                                           |
| Д-р Вагнер младший               | Dr. Wagner, Jr.             | Хуан Мануэль Гонсалес    |                                           |
| Знаменитый Би                    | Famous B                    | Брайан Уинбаш            |                                           |
| Феникс                           | Fénix                       | Не разглашается          |                                           |
| Джек Эванс                       | Jack Evans                  | Джек Миллер              |                                           |
| Джеремайя Крэйн                  | Jeremiah Crane              | Сэмьюел Джонсон          |                                           |
| Джоуи Райан                      | Joey Ryan                   | Джозеф Миэн              |                                           |
| Джонни Мундо                     | Johnny Mundo                | Джон Хэнниган            |                                           |
| Киллшот                          | Killshot                    | Шейн Стрикланд           |                                           |
| Мак                              | The Mack                    | Вилли Макклинтон младший |                                           |
| Мала Суэрте                      | Mala Suerte                 | Не разглашается          | также Мистер Сиско, Лил Чоло, Джуниор Джи |
| Марти «Мотылёк» Мартинес         | Marty 'The Moth' Martinez   | Мартин Касаус            |                                           |
| Маскарита Саграда                | Mascarita Sagrada           | Не разглашается          |                                           |
| «Чудовище» Матанза Куэто         | 'The monster' Matanza Cueto | Джеффри Кобб             |                                           |
| Мил Муэртес                      | Mil Muertes                 | Гилберт Косме            |                                           |
| Пол Лондон                       | Paul London                 | Пол Лондон               |                                           |
| Пентагон младший/Пентагон Тёмный | Pentagon Jr./Pentagon Dark  | Не разглашается          |                                           |
| Пиндар                           | Pindar                      | Не разглашается          | Также Стив Пэйн                           |
| Пи Джей Блэк                     | PJ Black                    | Пол Ллойд младший        |                                           |
| Рей Мистерио-младший             | Rey Mysterio Jr.            | Оскар Гутьеррес          |                                           |
| Рики Мандел                      | Ricky Mandel                | Ричард Мэти              |                                           |
| Сальтадор                        | Saltador                    | Клементе Эрнандес        |                                           |
| Сын Опустошения                  | Son of Havoc                | Мэтью Капиччиони         |                                           |
| Техано                           | Texano                      | Хуан Агилар Леос         |                                           |
| Венено                           | Veneno                      | Рик Диас                 |                                           |
| Вибора                           | Vibora                      | Остин Мэтелсон           |                                           |
| Винни Массаро                    | Vinny Massaro               | Не разглашается          |                                           |
| Синий Демон-младший              | Blue Demon Jr.              | Не разглашается          |                                           |
| Драгон Астека                    | Dragón Azteca               | Не разглашается          |                                           |
| Ночной Коготь                    | Night Claw                  | Не разглашается          |                                           |
| Коннан                           | Konnan                      | Чарльз Ашенофф           | [ 43 ]                                    |
| MVP                              | MVP                         | Элвин Бёрк-младший       | [ 44 ]                                    |
| Бэйл                             | Bael                        | Бенито Кунтапаи          |                                           |
| ДелАвар Далвари                  | DelAvar Daivari             | Дара Далвари             |                                           |
| Пимпинела Эскарлата              | Pimpinela Escarlata         | Марио Гонсалес Лосано    |                                           |
| Чаво Герреро-младший             | Chavo Guerrero Jr.          | Сальвадор Герерро III    |                                           |
| Эрнандес                         | Hernandez                   | Шон Эрнандес             | [ 45 ]                                    |
| Принц Пума                       | Prince Puma                 | Тревор Манн              | [ 46 ]                                    |
| Супер Флай                       | Super Fly                   | Эрик Муньос              |                                           |
| Дага                             | Daga                        | Мигель Анхэль Оливо      |                                           |
| Альберто Эль Патрон              | Alberto El Patrón           | Хосе Родригес            | [ 47 ]                                    |
| Бенгала                          | Bengala                     | Рокардо Ромеро           |                                           |
| Большой Рик                      | Big Ryck                    | Риклон Стивенс           | [ 48 ]                                    |

### Рестлеры-женщины
| Имя на ринге | Имя на ринге (оригинал) | Настоящее имя      | Примечание             |
| ------------ | ----------------------- | ------------------ | ---------------------- |
| Чёрный Лотос | Black Lotus             | Анджела Фонг       |                        |
| Доку         | Doku                    | Каори Хосако       |                        |
| Хитокири     | Hitokiri                | Масами Одате       |                        |
| Ивелисс      | Ivelisse                | Ивелисс Велес      |                        |
| Кобра Мун    | Kobra Moon              | Мелисса Сервантес  |                        |
| Марипоса     | Mariposa                | Мелисса Андерсон   | Сестра Марти Мартинеса |
| Sexy Star    | Sexy Star               | Дулче Гарсиа Ривас | [ 52 ]                 |
| Тая          | Taya                    | Кира Форстер       |                        |
| Юрей         | Yurei                   | Маю Иватани        |                        |

### Другие персонажи
| Имя персонажа     | Имя персонажа в оригинале | Настоящее имя     | Роль                                   |        |
| ----------------- | ------------------------- | ----------------- | -------------------------------------- | ------ |
| Прекрасная Бренда | The Beautiful Brenda      | Холли Меоуи       | Валет Знаменитого Би                   |        |
| Катрина           | Catrina                   | Карлее Перес      | Валет Мила Муэртеса                    |        |
| Мелина            | Melina                    | Мелина Перес      |                                        |        |
| Дарио Куэто       | Dario Cueto               | Луис Фернандс-Гил | Владелец и промоутер Lucha Underground |        |
| Дельгадо          | Delgado                   | Лоренсо Ламас     | Член городского совета Лос-Анджелеса   |        |
| Капитан Васкес    | Captain Vasquez           | Кармен Перес      | Капитан полиции Лос-Анджелеса          |        |
| Джастин Борден    | Justin Borden             | Justin Borden     | Джастин Борден                         | Рефери |
| Марти Элайас      | Marty Elias               | Мартин Рубалкаба  | Старший рефери                         |        |
| Рик Нокс          | Ric Knox                  | Ричард Нокс       | Рефери                                 |        |

### Комментарий
| Имя в передаче        | Реальное имя           | Примечания                                                |
| --------------------- | ---------------------- | --------------------------------------------------------- |
| Мелисса Сантос        | Melissa Santos         | Ринг-аннонсер                                             |
| Уго Савинович         | Hugo Savinovich        | Комментатор испаноязычной версии                          |
| Мэтт Страйкер         | Matthew Kaye           | Комментатор англоязычной версии                           |
| Вампиро/Иан Ходкинсон | Vampiro/Ian Hodgkinson | Комментатор англоязычной и испаноязычной версии, продюсер |
| Надир Мохаммеди       | Nadir Mohammedi        | Комментатор франкоязычной версии                          |
| Стефан Тириони        | Stéphane Thirioni      | Комментатор франкоязычной версии                          |

## Особенности шоу
В отличие от большинства крупнейших мировых промоушенов рестлинга — WWE, NJPW или даже тесно связанного AAA — предпочитающих для «раскрутки» использовать реальные факты из биографий спортсменов, действие Lucha Underground развивается в вымышленном антураже, имеющем определённую связь с реальностью, но испытавшем влияние культуры ацтеков и майя и современного фэнтези: арена для состязаний, расположенная в Лос-Анджелесе, известна как «Храм», а среди участников наряду с обычными рестлерами, имеющими вполне нормальную мотивацию, присутствуют и откровенно фантастические, напоминающие персонажей комиксов или видеоигр — к примеру, Драго, дракон, оборачивающийся для участия человеком. Чемпионский пояс Lucha Underground напоминает Камень Солнца, а в сюжете сериала присутствуют необычные для рестлинга повороты: к примеру, если боец проигрывает матч с гробами (который можно выиграть, только бросив соперника в гроб и захлопнув крышку), то он в самом деле считается погибшим и может вернуться в действие, только если его оживит некая сила. Сюжеты Lucha Underground вообще отличает дальновидное и крайне длительное по мерками рестлинга планирование: к примеру, персонаж Матанзы, появившийся в кадре лишь в середине второго сезона, упоминался ещё в начале первого, задолго до того, как исполнявший роль рестлер вообще подписал контракт с федерацией. Визуальное решение тоже значительно отличается от обычного; «закулисные» ролики, используемые для развития сюжета, сняты в стиле нуар, обычном для Роберта Родригеса. Наконец, в отличие от еженедельных программ, идущих круглый год, эпизоды Lucha Underground объединены в сезоны, между которыми присутствуют сюжетные и реальные перерывы. Эти качества позволяют называть Lucha Underground скорее телесериалом на тему рестлинга, чем рестлинг-шоу. По мнению авторов сериала, кинемотографичный стиль с тех пор пытались копировать более крупные федерации — WWE и TNA — но недостаточно качественно.
Стиль собственно рестлинга в ринге прямо связан с составом участников: большинство бойцов отличаются довольно скромными габаритами и высокой ловкостью, что позволяет им включать в свои матчи множество зрелищных акробатических элементов; тем не менее, некоторые лучадоры используют преимущественно ударную технику или силовой стиль, основанный на физическом превосходстве над соперниками. Влияние луча либре также отражают маски, которые носит большинство участников; некоторые из них скрывают свои настоящие имена, что также является одной из традиций мексиканского рестлинга.

## Реакция зрителей
Lucha Underground получило высокие оценки поклонников и снискало одобрение критиков; так, сериал имеет оценку 9,1 балла из 10 на IMDB и 94 % положительных оценок на Rotten Tomatoes. Автор сайта ProWrestling.net Джон Мур подчеркнул, что шоу «понимает, чем является, и создаёт прекрасную вселенную». Действие непосредственно в ринге также заслужило одобрительные отзывы: к примеру, сайт uproxx.com включил два матча первого сезона Lucha Underground в десятку лучших в мире по итогам 2015 года (в том числе один — на первом месте).

## Показ вне Северной Америки
Кроме показа на El Rey Network и UniMás соответственно на английском и испанском языках, Lucha Underground также демонстрируется в следующих странах:
| Страна             | Канал            |
| ------------------ | ---------------- |
| Германия           | TNT              |
| Юго-Восточная Азия | Kix              |
| Канада             | TeleLatino       |
| Россия             | 2x2              |
| Франция            | La Chaine Action |
| Япония             | Samurai TV       |

С 6 апреля 2019 года Lucha Underground транслируется на канале 2х2 с комментариями Романа Александровича и Александра Барыбина.